# Pharsophorus
Il farsoforo (gen. Pharsophorus) è un mammifero carnivoro estinto, appartenente agli sparassodonti. Visse tra l'Oligocene medio e l'Oligocene superiore (circa 29 - 25 milioni di anni fa) e i suoi resti fossili sono stati ritrovati in Sudamerica. 

## Descrizione
Questo animale è noto per resti incompleti del cranio (principalmente della dentatura). Dal confronto con resti di animali simili ma meglio conosciuti (ad esempio Borhyaena) è possibile però ipotizzarne l'aspetto: Pharsophorus doveva essere un animale dal corpo allungato e dalle zampe relativamente corte, con una grossa testa armata di canini forti e di molari adatti a triturare. 

## Classificazione
La specie tipo del genere Pharsophorus (P. lacerans) venne descritta per la prima volta nel 1897 da Florentino Ameghino, sulla base di fossili ritrovati in Argentina. Fossili attribuibili a questa specie sono stati ritrovati nelle provincie di Chubut, Santa Cruz e Mendoza in Argentina, e nel sito di Salla in Bolivia. La specie P. tenax, di dimensioni minori, è nota solo in Argentina. Al genere Pharsophorus è stata in passato attribuita anche la specie P. antiquus, attualmente ritenuta un genere a sé stante, Australohyaena antiqua. 
Pharsophorus è considerato un rappresentante degli sparassodonti, mammiferi simili a marsupiali dall'aspetto che richiamava quello dei carnivori placentali. Per lungo tempo Pharsophorus è stato ritenuto un parente stretto di Borhyaena e incluso nella famiglia Borhyaenidae, ma analisi filogenetiche più recenti hanno indicato che fosse una forma più basale, al di fuori dei veri borienidi (Forasiepi et al., 2014).